# Victoria Vida
Victoria Vida (Miami, 10 de março de 1999) é uma atriz e cantora norte-americana, de ascendência brasileira.[carece de fontes?] Atualmente interpreta a personagem Adrienne Attoms na série original Netflix, Project Mc².

## Biografia
Nascida em Miami, é filha de pais brasileiros, e tem apenas um irmão mais novo. Já falou da sua paixão pelo Brasil: “O calor do povo brasileiro é único! Não sou brasileira, mas sei sambar direitinho”.
Morou no Brasil dos dois aos oito anos de idade. Depois de um ensaio e apresentação de ballet aos três anos, se apaixonou pelos palcos, onde iniciou seu sonho de se tornar uma atriz e cantora. Em 2007, aos oito anos, foi para Los Angeles (EUA), ao lado se sua mãe, para estudar na escola de música Hollywood Pop Academy, onde a escola acabou sendo selecionada para cantar no show de Steven Wonder, na qual, ela foi a escolhida para uma apresentação solo, “Foi uma experiência mágica, que serviu como grande aprendizagem”. Nesse meio tempo, foi alfabetizada com a língua inglesa.
No Brasil, em 2010 fez uma participação ao programa de TV Domingão do Faustão. No programa, Vida mencionou: “Gosto mais da Madonna, porque ela não deixa ninguém à incomodar. Ela é forte e sabe o que quer”. Outras personalidades que admira são de Stevie Wonder, Tina Turner, Cher e Beyoncé. Em 2012, foi entrevistada pelo apresentador Jô Soares no Programa do Jô, onde também cantou algumas músicas, inclusive uma de sua autoria feita para a Copa do Mundo de 2014.
Sabendo falar em inglês, português e espanhol, Victoria diz que as vezes se confunde na hora de falar por pensar em todas as línguas ao mesmo tempo.

## Carreira
No ano de 2012, lançou seu primeiro hit single Shining Star, cuja letra destaca a importância de encontrar e manter sua própria essência e a beleza das diferenças, “Se todos fossemos iguais, o mundo seria muito chato”, brinca.
Como cantora, Victoria diz querer tocar os coraçōes das pessoas e incentiva-las a viver a vida como se todo dia fosse uma festa, um presente por estarem vivos, apesar das dificuldades que todos encontram em sua rotina.
Em 2013, fez sua primeira aparição em um papel menor em um episódio do seriado Trophy Wife, da ABC Family.
Em 2015, fez seu papel notável estrelando e protagonizando a personagem Adrienne Attoms – uma engenheira química que descobriu seu talento cozinhando – na série Project Mc² da Netflix, que conta as aventuras de garotas superespertas que integram uma sociedade secreta e estão em busca de salvar o mundo. Em algumas entrevistas, incluindo a TodaTeen, Vida comentou que seu agente havia lhe indicado para fazer um teste para a série, mas suas características eram totalmente diferentes da descrição da personagem que procuravam – uma menina alta, olhos claros e cabelo loiro – porém, ela foi mesmo assim, passou por diversas fases dentro da audição, e no final, acabou conseguindo o papel. Comentou também, que seu sotaque junto com a forma diferente de pronunciar algumas palavras, a ajudou a ser selecionada. Após ser aprovada, teve de clarear os cabelos para tomar a figura da personagem. “Sinto-me muito honrada em fazer parte dessa série porque ela mostra para as meninas que todas têm potencial para ser bem-sucedidas. É muito bom representá-las”. Segundo a atriz, foram longos meses de gravações intensas. “O trabalho me fez mais forte e persistente. Já recebi muitos nãos, mas aprendi uma coisa importante: nunca podemos deixar que nossos fracassos nos façam abandonar nossos sonhos”.
Vida tem grande característica de conhecimento, mas atuar é seu entusiasmo. Graças a sua atuação e reconhecimento, conquistou diversos prêmios, como o de melhor atriz no Brazilian Internacional Press Awards, além de uma indicação ao Daytime Emmy Awards, pela série Project Mc². Victoria se identifica com a sua personagem Adrienne Attoms em alguns aspectos; amam um salto alto, tem orgulho de suas raizes e é leal as amizades.
Em 2017, Victoria foi convidada pela atriz Eva Longoria a fazer parte da Global Gift Foundation, organização filantrópica sem fins lucrativos que visa criar um impacto positivo na vida de crianças, mulheres e famílias que estão em necessidade, por meio de campanhas e parcerias com grandes marcas, embaixadores e instituições. Além dela, outras celebridades fazem parte do grupo de apoiadores. Além disso, palestrou no evento sobre empoderamento feminino, organizado por Longoria, em São Francisco (EUA). Ela ressaltou a importância da participação de mais mulheres em profissões geralmente dominadas por homens, como engenharia, ciência, entre outras.  
Victoria comentou que como atriz, gostaria de atuar no Brasil, "[...] Fazer Malhação e ir subindo até chegar em uma novela das 9”, disse ela citando produções da Globo. E que também outros de seus objetivos é fazer um filme com seu comediante favorito, Kevin Hart. 

## Vida pessoal
Família é tudo para Victoria, é onde ela atrai sua força e seus valores, principalmente sua mãe, onde ela diz ser uma grande mulher e que admira sua determinação e que sua mãe a apoia em todos os aspectos. Seus laços familiares próximos também incutem nela o desejo de espalhar o amor e apoio que ela recebe de casa para sua comunidade. Bancos de comida e hospitais de Los Angeles, aumentando sua lista de paixões que ela persegue quando não está no set. Além disso, ama interagir com os fãs: "Adoro receber mensagens, ser reconhecida! Sempre tento responder todo mundo o mais rápido possível. Mas, às vezes, tem tanto recado que acabo me enrolando e demorando mais."
Victoria prefere manter sua vida pessoal longe do brilho da mídia, o que torna incerto averiguar algo sobre sua vida amorosa. Ela usa seu tempo livre para aperfeiçoar seu ofício, que inclui a música – tocar violão – e a dança.

## Filmografia
| Ano           | Título      | Notas        |
| ------------- | ----------- | ------------ |
| 2013          | Trophy Wife | Figurante    |
| 2015–presente | Project Mc² | Protagonista |

## Discografia
| Ano  | Título      |
| ---- | ----------- |
| 2012 | Shinig Star |

## Ligações Externas
- «Site oficial»